# 樹液

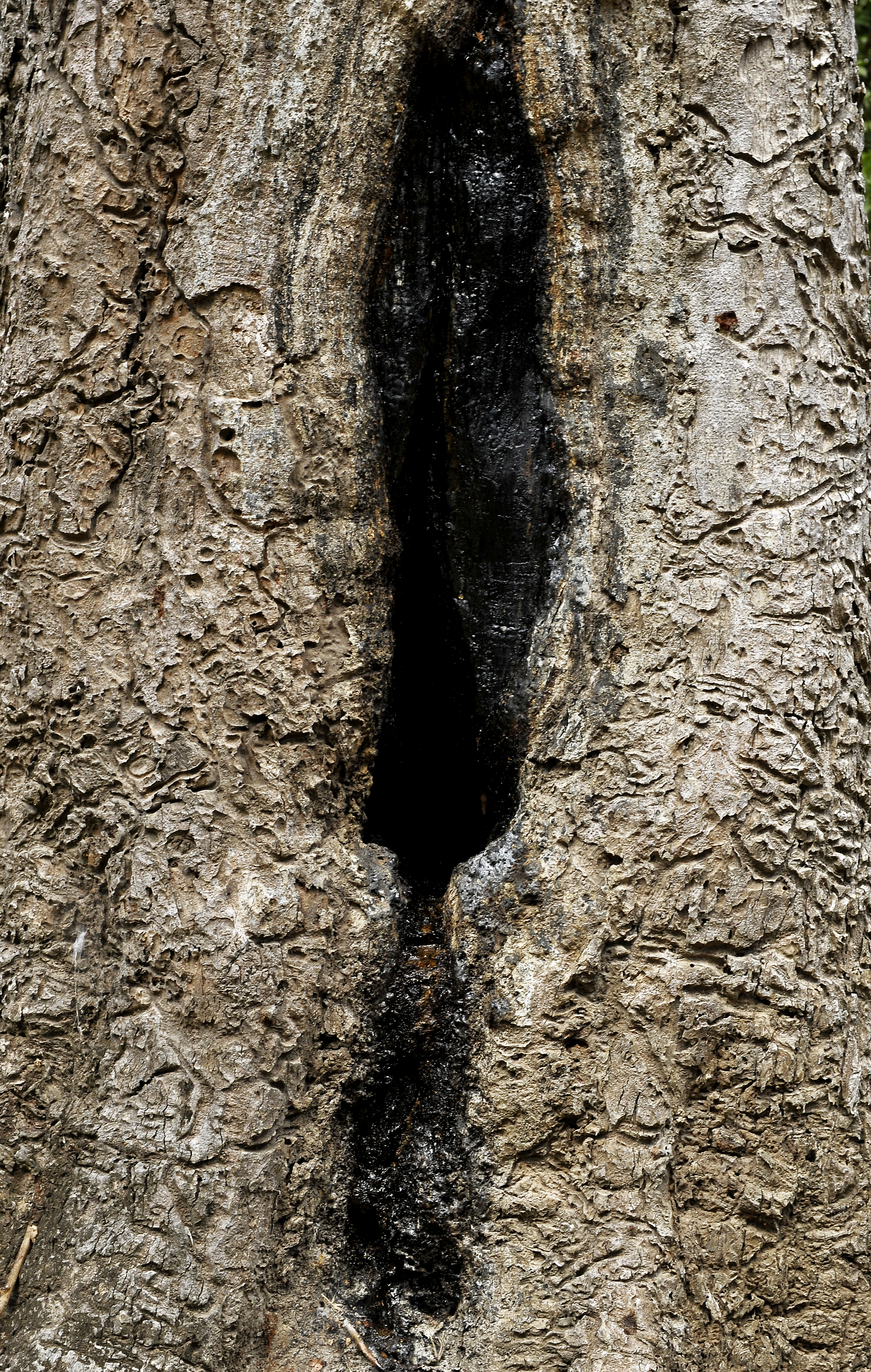
正在失去树液的树干断裂口

樹液是指植物韌皮部輸送的流體物質，這些物質提供了整株植物的生長所需的水分和養分。樹液和乳膠、樹脂不是同一物體。樹液分為木質部樹液和韌皮部樹液兩種。許多動物都以吸食樹液作為食物。楓糖亦是一種樹液。